# Каракоз
Карако́з (каз. Қаракөз) — село у складі Аксуського району Жетисуської області Казахстану. Адміністративний центр Каракозького сільського округу.
Населення — 574 особи (2021; 599 у 2009, 821 у 1999, 1391 у 1989).